# Wolf V. Vishniac
Wolf V. Vishniac (22 tháng 4 năm 1922 – 10 tháng 12 năm 1973) là một nhà vi sinh học người Hoa Kỳ, con trai của Roman Vishniac. Ông là giáo sư môn sinh học của trường Đại học Rochester. Ông mất trong một chuyến nghiên cứu ở Nam cực khi đang cố gắng lấy lại dụng cụ bị rơi trong một vết nứt trên băng. Hố thiên thạch Vishniac trên Sao Hỏa được đặt tên để vinh danh ông. Wolf có ba người con trai, David Obadiah ("Obie"), Ethan và Ephraim, người con trai đầu mất khi được 10 tuổi, Ethan và Ephraim sau đó trở thành một nhà vật lý học thiên thể và một kỹ sư phần mềm. Vợ ông là bà Helen Vishniac, con gái của George Gaylord Simpson, và sau trở thành giáo sư vi sinh học tại Đại học bang Oklahoma.
Wolf Vishniac đóng góp rất lớn trong việc nghiên cứu sự sống trên Sao Hỏa bằng cách phát triển một phòng thí nghiệm thu nhỏ để có thể phóng lên hành tinh này. Công trình này được tài trợ bởi cơ quan NASA, và được bắt đầu vào năm 1959 đánh dấu sự kiện nghiên cứu đầu tiên về vấn đề này trong môn "khoa học sinh học". Sau đó con tàu Viking 1 được phóng lên Sao Hỏa cùng với những thiết bị tương tự như trên nhưng không tìm thấy bất cứ sự hiện diện nào của sự sống tại đây.
Ông cũng là bạn của nhà khoa học Carl Sagan. Trong loạt phim khoa học Cosmos: A Personal Voyage, đoạn phim mang tựa đề "Blues for a Red Planet," Sagan nói về cái chết của Vishniac và về công trình máy cảm biến sinh học của ông, mang tên lóng là "Wolf Trap," đã được đề nghị để trên con tàu Viking, nhưng không được thực hiện vì vấn đề chi phí.